# Crambus alienellus
Crambus alienellus is een vlinder uit de familie grasmotten (Crambidae). De wetenschappelijke naam is voor het eerst geldig gepubliceerd in 1817 door Germar & Kaulfuss.
De soort komt voor in Europa.